# Ozarba subtilimba
Ozarba subtilimba är en fjärilsart som beskrevs av Emilio Berio 1963. Ozarba subtilimba ingår i släktet Ozarba och familjen nattflyn. Inga underarter finns listade i Catalogue of Life.